# Andrés Avelino Cáceres
Andrés Avelino Cáceres Dorregaray (Ayacucho, 10 de Novembro de 1836 — Lima, 1923) foi um político e Presidente do Peru.